# Махи, Маргарет
Маргарет Махи (Мэхи) (англ.  Margaret Mahy; 21 марта 1936, Факатане — 23 июля 2012, Крайстчерч) — новозеландская писательница, автор романов для детей и юношества.

## Биография
Маргарет Махи родилась в семье строителя и учительницы. Свою первую книгу будущая писательница написала в семь лет. Получила степень бакалавра искусств в Оклендском университете (1952—1954) и университете Кентербери (1955). В 1956 году закончила новозеландскую библиотечную школу в Веллингтоне. В 1969 году была опубликована первая книга Маргарет Мэхи — A Lion in the Meadow.
В 1980-х годах Маргарет оставила работу в библиотеке и всецело посвятила себя литературной деятельности.
Университет Кентербери присвоил Маргарет Махи почетную степень доктора (Doctor of Letters) и в 1985 году учредил стипендию её имени Margaret Mahy Fees Scholarship.
Она является автором более пятидесяти книг, самой известной из которых считается роман
Haunting («Преследующий» — на русский не переводилась), за который она была удостоена медали Карнеги от Британского Библиотечного Сообщества в 1984 году. Её детские книги A Lion in the Meadow («Лев на лугу» — на русский не переводилась) и The Man Whose Mother was a Pirate («Человек, чья мама была пираткой» — на русский не переводилась) считаются национальной классической литературой Новой Зеландии. Романы Маргарет Махи были переведены на немецкий, французский, испанский, голландский, датский, норвежский, итальянский, японский и другие языки. На русском языке была издана сказка «Дракон в обыкновенной семье», роман «Пространство памяти» (2007) и один рассказ.
За вклад в детскую литературу была удостоена высшей награды страны, Ордена Новой Зеландии. В 1991 году Новозеландским фондом Детской книги была учреждена Медаль Маргарет Махи, присуждаемая выдающимся детским произведениям, издаваемым в Новой Зеландии.
До последних дней Маргарет Махи жила в Кентербери (Новая Зеландия).

## Награды
- Орден Новой Зеландии
- Медаль Карнеги, 1982, за Haunting («Преследующий»)
- Медаль Карнеги, 1984, за The Changeover («Переключение»)
- Награда за лучшую юношескую книгу от New Zealand post Children’s book, 2003 за Alchemy («Алхимия»)
- Phoenix Award[англ.], 2005 за The Catalogue of the Universe («Реестр вселенной»)
- Phoenix Honor Book, 2006 за The Tricksters («Ловкачи»)
- Медаль Ханса Кристиана Андерсена, 2006
- Phoenix Award, 2007, за Memory («Память», рус. пер. «Пространство памяти»[4])